# 瘤胃杆菌属
瘤胃杆菌属為气单胞菌目琥珀酸弧菌科的一属厌氧革兰氏阴性菌。多形态的卵圆到短杆菌。发现于牛和羊的瘤胃。此属的模式种也是唯一种为(Ruminobacter amylophilus)。

## 下属物种
- 嗜淀粉瘤胃杆菌 Ruminobacter amylophilus (Hamlin and Hungate 1956) Stackebrandt and Hippe 1987